# Santa Ana (kommun i Mexiko, Oaxaca, lat 16,35, long -96,72)
Santa Ana är en kommun i Mexiko.   Den ligger i delstaten Oaxaca, i den sydöstra delen av landet, 400 km sydost om huvudstaden Mexico City.